# Bundesvereinigung der Deutschen Ernährungsindustrie
Die Bundesvereinigung der Deutschen Ernährungsindustrie (BVE) ist ein Interessenverband von Verbänden und Unternehmen der Lebensmittelindustrie in Deutschland, in der Rechtsform eines eingetragenen Vereins mit Sitz in Berlin.

## Geschichte
In der Zeit des Nationalsozialismus waren die bis dahin bestehenden Verbände der Lebensmittelindustrie von der Gleichschaltung und Umstrukturierung des Verbandswesens betroffen. 1934 erfolgte die Anerkennung der Wirtschaftsgruppe Lebensmittelindustrie durch den Reichsminister für Ernährung und Landwirtschaft als alleinige Wirtschaftsvertretung für die Ernährungsindustrie. Sie und ihre 16 Fachgruppen traten an die Stelle der freien Verbände. Die WG Lebensmittelindustrie war der Reichsgruppe Industrie der Reichswirtschaftskammer untergliedert. Mit Kriegsende im Mai 1945 wurde die WG Lebensmittelindustrie aufgelöst. Kurz darauf wurde 1945 die Verbindungsstelle der Ernährungsindustrie in der britischen Zone bei der Militärregierung in Detmold errichtet. 1946 wurde ein Zentralverband mit der Bezeichnung Wirtschaftsvereinigung der Ernährungsindustrie in der britischen Zone gegründet unter Auflösung der Verbindungsstelle.
Am 11. November 1949 erfolgte die Gründung der Vereinigung der deutschen Ernährungsindustrie. Im Jahr 1953 erfolgte die Umbildung zur Bundesvereinigung der deutschen Ernährungsindustrie.
Von 1955 bis 1977 bestand eine Personalunion der Geschäftsführung der Bundesvereinigung der Deutschen Ernährungsindustrie und des Bunds für Lebensmittelrecht und Lebensmittelkunde. Die Verzahnung wurde 1977 aufgelöst. 1994 wurden die Geschäftsstellen erneut zusammengelegt und ab 1. Mai 1994 beide Verbände von einem Hauptgeschäftsführer in Personalunion geführt.
2017 war der Verband einer der Stifter der Stiftung Zentrale Stelle Verpackungsregister (ZSVR) gemäß § 24 Verpackungsgesetz mit Sitz in Osnabrück.
Im Jahr 2021 führte die Bundesvereinigung der Deutschen Ernährungsindustrie gemeinsame mit dem Lebensmittelverband Deutschland eine Roadshow unter dem Motto Zukunft schmeckt – on Tour durch, auf der Unternehmen der Lebensmittelbranche Produkte und Lösungen für eine nachhaltige Lebensmittelproduktion und Ernährung präsentierten. Stationen der Tour waren unter anderem Berlin, Hamburg, Mannheim und Gissigheim.

## Aufgaben und Profil
Seine zentrale Aufgabe sieht der Verband in der Sicherung und Verbesserung der Wettbewerbsfähigkeit der Unternehmen der deutschen Ernährungsindustrie. Branchenspezifische Aufgaben werden in den Fachverbänden bearbeitet.
Als Partner in der Lebensmittelkette arbeitet die Ernährungsindustrie mit Agrarwirtschaft, Lebensmittelhandel, Gastronomie, Gemeinschaftsverpflegung, Zulieferindustrien und Dienstleistern zusammen.
Der Verband vertritt die Interessen der deutschen Lebensmittelindustrie unter anderem als Mitglied von FoodDrinkEurope, der europäischen Dachorganisation der Branche. Arbeitsbeziehungen der BVE bestehen zum Lebensmittelverband Deutschland und zum Forschungskreis der Ernährungsindustrie (FEI). Zusammenarbeit pflegt die BVE auch mit der Arbeitgebervereinigung Nahrung und Genuss (ANG), die die sozialpolitischen Interessen der Ernährungsindustrie vertritt.

## Mitglieder
Die Mitgliedschaft der BVE setzt sich zusammen aus 15 Fachverbänden und 50 Unternehmen. Daneben hat sie 40 Fördermitglieder.
Es gibt drei verschiedene Kategorien von Mitgliedern:
- Fachverbände: Die Fachverbände bilden die klassischen Mitglieder der Bundesvereinigung der deutschen Ernährungsindustrie, dadurch wird die Funktion der BVE als Dachverband konstituiert. Ein wesentlicher Teil der deutschen Fachverbände der Ernährungsindustrie ist in der BVE organisiert.
- Direktmitglieder: Neben den Fachverbänden können in den Fachverbänden organisierte Unternehmen der Ernährungsindustrie zusätzlich eine direkte Mitgliedschaft in der BVE erwerben und sich damit aktiv in die Verbandsarbeit einbringen.
- Fördermitglieder: Die Mitgliedschaft kann erworben werden durch Unternehmen, Institutionen und Personen, die der Verbandsarbeit der BVE nahestehen (Messegesellschaften, Dienstleistungsunternehmen, Zulieferer etc.).

## Organisationsstruktur

### Vorstand
Vorsitzende des Verbands waren seit der Gründung 1949:
- 1995–2005: Peter Traumann[11]
- 2005–2013: Jürgen Abraham, Bell Deutschland (Ehrenvorsitzender)
- 2013–2020: Wolfgang Ingold, Wiltmann (Ehrenmitglied)
- seit 2020: Christian von Boetticher, Peter Kölln

### Hauptgeschäftsführung
Die Hauptgeschäftsführung setzt sich aus einem Hauptgeschäftsführer und einem stellvertretenden Hauptgeschäftsführer zusammen. Aktueller Hauptgeschäftsführer der BVE ist Christoph Minhoff. Stellvertretender Hauptgeschäftsführer ist Peter Feller.
Hauptgeschäftsführer des Verbands waren seit der Gründung 1949:
- 1949–1974: Günther Heinicke, Günter Klein
- 1974–1982: Wilhelm Gieseke[13]
- 1983–1994: Gerhard Hein (Jurist[14])
- 1994–2012: Matthias Horst
- seit 2012: Christoph Minhoff